# Lake George (Minnesota)
Lake George ist eine Siedlung auf gemeindefreiem Gebiet im Hubbard County im US-amerikanischen Bundesstaat Minnesota. Zu statistischen Zwecken ist der Ort zu einem Census-designated place (CDP) zusammengefasst worden. Das U.S. Census Bureau hat bei der Volkszählung 2020 eine Einwohnerzahl von 233 ermittelt.

## Geografie
Lake George liegt rund um den gleichnamigen See im mittleren Norden von Minnesota auf 47°12′02″ nördlicher Breite und 94°59′37″ westlicher Länge. Der Ort erstreckt sich über 15,89 km², die sich auf 11,61 km² Land- und 4,28 km² Wasserfläche verteilen. Er bildet das Zentrum der Lake George Township.
Benachbarte Orte von Lake George sind Bemidji (37,8 km nördlich), Laporte (20,7 km östlich) und Park Rapids (35,5 km südlich).
Die nächstgelegenen größeren Städte sind Fargo in North Dakota (172 km westsüdwestlich), Winnipeg in Kanada (394 km nordnordwestlich), Duluth am Oberen See (254 km ostsüdöstlich) und Minneapolis (329 km südsüdöstlich).
Die Grenze zu Kanada befindet sich 205 km nördlich.

## Verkehr
Der U.S. Highway 71 verläuft hier deckungsgleich mit der Minnesota State Route 200 in West-Ost-Richtung als Hauptstraße durch Lake George. Nach Süden verläuft eine untergeordnete Landstraße in Richtung Park Rapids. Alle weiteren Straßen sind teils unbefestigte Fahrwege sowie innerörtliche Verbindungsstraßen.
Mit dem Park Rapids Municipal-Konshok Field Airport befindet sich 38,2 km südlich ein kleiner Regionalflughafen. Die nächsten Großflughäfen sind der Hector International Airport in Fargo (182 km westsüdwestlich), der Winnipeg James Armstrong Richardson International Airport (402 km nordnordwestlich) und der Minneapolis-Saint Paul International Airport (353 km südsüdöstlich).

## Demografische Daten
Nach der Volkszählung im Jahr 2010 lebten in Lake George 230 Menschen in 106 Haushalten. Die Bevölkerungsdichte betrug 19,8 Einwohner pro Quadratkilometer. In den 106 Haushalten lebten statistisch je 2,17 Personen.
Ethnisch betrachtet setzte sich die Bevölkerung zusammen aus 95,2 Prozent Weißen, 1,3 Prozent amerikanischen Ureinwohnern sowie 1,3 Prozent Asiaten; 2,2 Prozent stammten von zwei oder mehr Ethnien ab. Unabhängig von der ethnischen Zugehörigkeit waren 3,0 Prozent der Bevölkerung spanischer oder lateinamerikanischer Abstammung.
21,3 Prozent der Bevölkerung waren unter 18 Jahre alt, 55,7 Prozent waren zwischen 18 und 64 und 23,0 Prozent waren 65 Jahre oder älter. 46,1 Prozent der Bevölkerung war weiblich.

Das mittlere jährliche Einkommen eines Haushalts lag bei 52.857 USD. Das Pro-Kopf-Einkommen betrug 31.758 USD. 2,9 Prozent der Einwohner lebten unterhalb der Armutsgrenze.